# Hockey su ghiaccio agli VIII Giochi asiatici invernali - Torneo femminile
Il torneo di hockey su ghiaccio femminile si è svolto dal 18 al 26 febbraio 2017 al Mikaho Gymnasium, al Tsukisamu Gymnasium e al Hoshioki Skating Rink di Sapporo, in Giappone.

## Squadre
| Cina | Hong Kong | Giappone | Kazakistan |
| --- | --- | --- | --- |
| - He Siye - Yu Baiwei - Zhu Rui - Tian Naiyuan - Liu Zhixin - Zhang Mengying - Deng Di - Zhang Chi - Ju Jingwen - Lu Shuang - Wang Chang - Zhao Qinan - Guan Yingying - Kong Minghui - Jiang Bowen - Lü Yue - Wen Lu - He Xin - Jiang Yue - Fang Xin - Wang Yuqing                          | - Virginia Wong - Chow Suet Yee - Chow Wai Yee - Joanna Chan - Chloe Chan - Queenie Chan - Lau Yeuk Ting - Claudia Ieong - Kwok Hoi Kei - Cheung Oi Lam - Adrienne Li - Aman Leung - Brittany Ng - Wong Tsui Yi - Jacqueline Ng - Kwan Yim Kuen - Cindy Chu - Maureen Wong - Chau Nga Sze - Joey Lin - Monica Shum | - Nana Fujimoto - Shiori Koike - Ayaka Toko - Sena Suzuki - Mika Hori - Akane Hosoyamada - Aina Takeuchi - Haruna Yoneyama - Yurie Adachi - Chiho Osawa - Moeko Fujimoto - Haruka Toko - Rui Ukita - Naho Terashima - Hanae Kubo - Tomomi Iwahara - Ami Nakamura - Yoshino Enomoto - Shoko Ono - Mai Kondo - Akane Konishi | - Aizhan Raushanova - Madina Tursynova - Pernesh Ashimova - Malika Aldabergenova - Azhar Khamimuldinova - Bulbul Kartanbayeva - Alena Fux - Aray Shegebayeva - Zarina Tukhtiyeva - Meruyert Ryspek - Tatyana Likhaus - Anastassiya Orlova - Galiya Nurgaliyeva - Olga Konysheva - Alexandra Feklistova - Karina Felzink - Darya Dmitriyeva - Viktoriya Sazonova - Aida Olzhabayeva - Tatyana Koroleva - Arina Chshyokolova |
| Corea del Sud | Thailandia | | |
| - Ko Hye-in - Eom Su-yeon - Caroline Park - Choi Yu-jung - Lee Kyou-sun - Kim Se-lin - Park Jong-ah - Choi Ji-yeon - Park Ye-eun - Kim Hee-won - Lee Eun-ji - Park Chae-lin - Jo Su-sie - Han Soo-jin - Lee Min-ji - Han Do-hee - Lee Yeon-jeong - Jung Si-yun - Cho Mi-hwan - Shin So-jung | - Wasunun Angkulpattanasuk - Pimnapa Pungpapong - Nuchanat Ponglerkdee - Kwanchanok Choeiklang - Pijittra Saejear - Fongfon Sukontanit - Rungrawee Sakulsurarat - Panvipa Suksirivecharuk - Kritsana Promdirat - Minsasha Teekhathanasakul - Thanravee Surasirirattanasin - Siriwan Kaewkitinarong - Jaravee Srichamnong - Varachanant Boonyubol - Nion Putsuk - Siriluck Kaewkitinarong - Wirasinee Rattananai - Wichaya Phangnga - Sirikarn Jittresin - Pawadee Keratichewanun | | |

## Risultati
| Pos | Squadra       | G | V | OW | OL | P | GF | GS  | DG   | Pt |
| --- | ------------- | - | - | -- | -- | - | -- | --- | ---- | -- |
| 1   | Giappone      | 5 | 5 | 0  | 0  | 0 | 98 | 1   | +97  | 15 |
| 2   | Cina          | 5 | 3 | 0  | 1  | 1 | 46 | 12  | +34  | 10 |
| 3   | Kazakistan    | 5 | 3 | 0  | 0  | 2 | 31 | 14  | +17  | 9  |
| 4   | Corea del Sud | 5 | 2 | 1  | 0  | 2 | 37 | 6   | +31  | 8  |
| 5   | Thailandia    | 5 | 1 | 0  | 0  | 4 | 5  | 84  | −79  | 3  |
| 6   | Hong Kong     | 5 | 0 | 0  | 0  | 5 | 4  | 104 | −100 | 0  |

## Classifica finale
| Rank | Team          | G | W | OW | OL | L |
| ---- | ------------- | - | - | -- | -- | - |
| 1    | Giappone      | 5 | 5 | 0  | 0  | 0 |
| 2    | Cina          | 5 | 3 | 0  | 1  | 1 |
| 3    | Kazakistan    | 5 | 3 | 0  | 0  | 2 |
| 4    | Corea del Sud | 5 | 2 | 1  | 0  | 2 |
| 5    | Thailandia    | 5 | 1 | 0  | 0  | 4 |
| 6    | Hong Kong     | 5 | 0 | 0  | 0  | 5 |